# Peromyscus spicilegus
Peromyscus spicilegus és una espècie de mamífer rosegador de la família dels cricètids. Viu a altituds d'entre 15 i 1.980 msnm als vessants occidentals de la Sierra Madre Occidental (Mèxic). Els seus hàbitats naturals són les planes tropicals humides i les zones montanes. És una espècie en risc mínim, és a dir, no sembla que hi hagi cap amenaça significativa per a la seva supervivència. El seu nom específic, spicilegus, significa ‘recollidora d'espines’ en llatí.